# Vejlesø Kanal
Vejlesø Kanal er en gravet kanal mellem Vejlesø og Store Kalv i Furesøen. Kanalen er gravet af de Coninck. Kanalen blev i 1895-1896 uddybet og udvidet.
Kanalen blev anlagt af hensyn til bådtrafikken mellem søerne, og den har erstattet Vejlesøs naturlige afløb til Furesøen, der forløb fra Vejlesøs vestside mod Lillekalv. 
| Vandsport/vandtransport | Spire Denne vandsports- eller vandtransportsartikel er en spire som bør udbygges. Du er velkommen til at hjælpe Wikipedia ved at udvide den. |

|  | Denne artikel om lokaliteten Vejlesø Kanal kan blive bedre, hvis der indsættes et (bedre) billede. Du kan hjælpe ved at afsøge Wikimedia Commons for et passende billede eller lægge et op på Wikimedia Commons med en af de tilladte licenser og indsætte det i artiklen. |

55°48′35″N 12°27′42″Ø / 55.80972°N 12.46167°Ø